# حديقة بينوي الوطنية
حديقة بينوي الوطنية وتعرف أيضاً باسم حديقة بينو الوطنية (بالإنجليزية: Bénoué National Park)‏، هي حديقة وطنية تقع في المنطقة الشمالية من الكاميرون في إفريقيا، مساحتها 1800 كيلومتر مربع، وهي محمية للمحيط الحيوي مخصصة لليونسكو على ضفاف نهر بنوى.

## الوصف
- سميت نسبة لنهر بينو، يتعرج نهر بينو فيها لمسافة تزيد عن 100 كيلومتر داخل الغابة، ويشكل الحدود الشرقية للحديقة.
- في عام 1981، تم تسميتها محمية للمحيط الحيوي لليونسكو.
- الغطاء النباتي في الحديقة هو من غابات السافانا، وتغطي الغابة الكثيفة ضفاف نهر بينو وبعض الكتل الصخرية التي يتشكل النهر من خلالها بسرعة.[2]

## الطيور

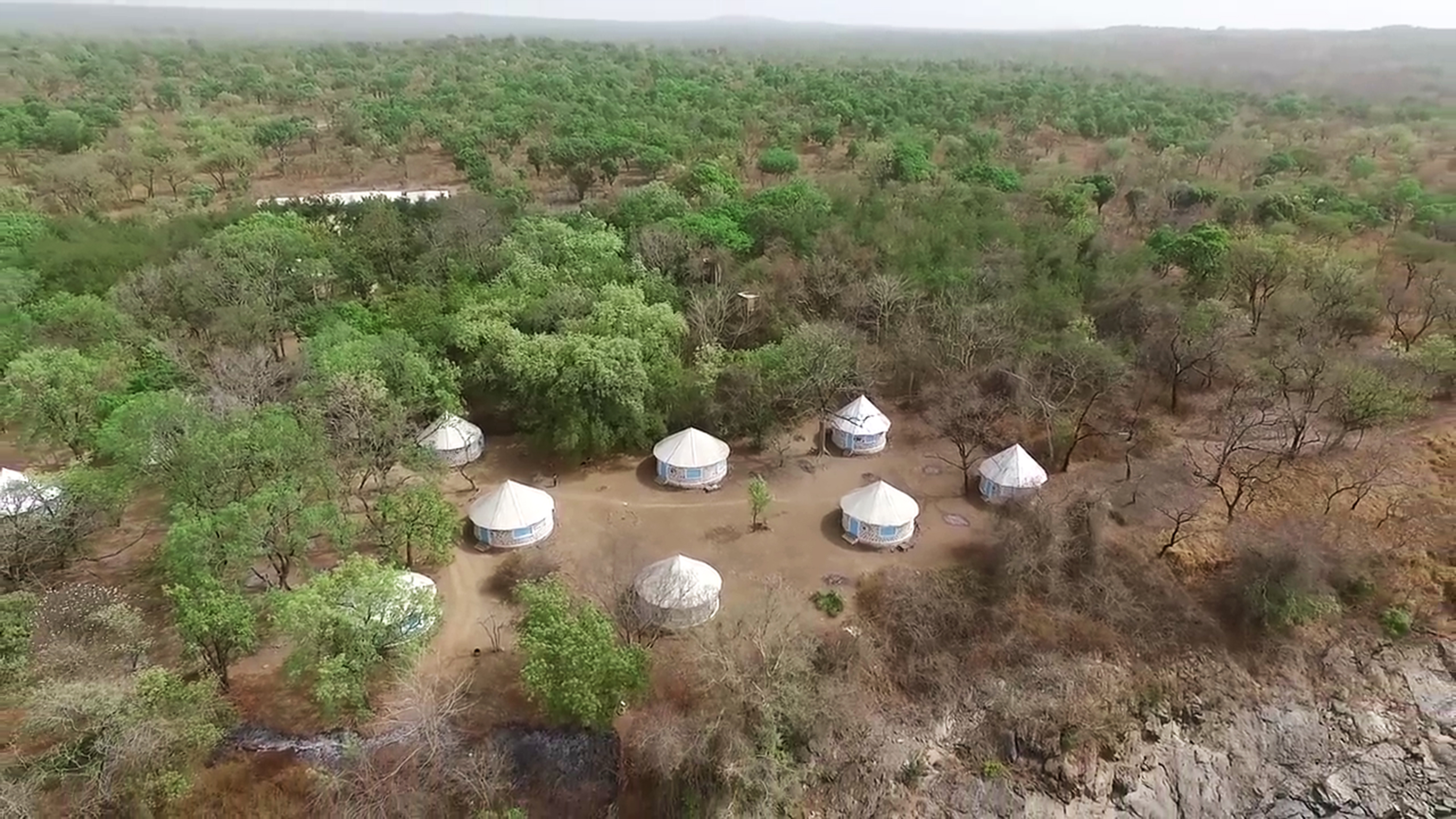
صورة من حديقة بينوي الوطنية في الكاميرون

تعد الحديقة منطقة طيور مهمة حيث تضم ما يُقدّر بنحو 300 نوع من الطيور، تشمل الأنواع الشائعة حمامة سلحفاة أداماوا، وطائر التمساح، وآكل النحل أحمر الحلق، والدخلة الرمادية حمراء الجناح، والحجل الحجري، والتوراكو البنفسجي.

## الحياة البرية
قُدر عدد الأسود بنحو 200 فرد بالغ، في غابات السافانا والمراعي يوجد أسد غرب إفريقيا المهدد بالانقراض، والفيلة الأفريقية والظبي المائي والكوب والضبع المرقط والخنزير البري وأفراس النهر والتماسيح والهارتيبي الغربي والجاموس والحيوانات ذات الحوافر الكبيرة والكلب البري الإفريقي والقرود وغيرها.

## السكان
غالبية السكان داخل الحديقة هم من البدو الرحل، هناك بنية اجتماعية فضفاضة يتعامل معها حراس المتنزهات والمحافظون على البيئة، حيث يقومون بأدوار مثل معلمي المجتمع والمحكمين.